# The Truth About Love
Albums de P!nk
Greatest Hits... So Far!!!
(2010) Beautiful Trauma
(2017)
Singles
1. Blow Me (One Last Kiss)
Sortie : 3 juillet 2012[2]
2. Try
Sortie : 6 septembre 2012
3. Just Give Me A Reason (feat. Nate Ruess)
Sortie : 21 janvier 2013
4. True Love (feat. Lily Allen)
Sortie : 13 mai 2013
5. Walk Of Shame
Sortie : 25 septembre 2013
6. Are We All We Are
Sortie : 30 septembre 2013

Albums par You+Me
rose ave.
(2014)
The Truth About Love est le sixième album studio de la chanteuse américaine P!nk sorti le 18 septembre 2012. Cinq singles en sont extraits : Blow Me (One Last Kiss), Try, Just Give Me A Reason (feat. Nate Ruess), True Love (feat. Lily Allen) et Are We All We Are.
L'album s'est vendu à plus de 7 millions d'exemplaires.

## Liste des titres
| No  | Titre                                    | Auteur                                                                                  | Réalisateur(s)                        | Durée |
| --- | ---------------------------------------- | --------------------------------------------------------------------------------------- | ------------------------------------- | ----- |
| 1.  | Are We All We Are                        | P!nk, Butch Walker, John Hill, Emile Haynie                                             | Butch Walker, John Hill, Emile Haynie | 3:37  |
| 2.  | Blow Me (One Last Kiss)                  | P!nk, Greg Kurstin                                                                      | Greg Kurstin                          | 4:15  |
| 3.  | Try                                      | busbee, Ben West                                                                        | Greg Kurstin                          | 4:07  |
| 4.  | Just Give Me A Reason (feat. Nate Ruess) | P!nk, Jeff Bhasker, Nate Ruess                                                          | Jeff Bhasker                          | 4:02  |
| 5.  | True Love (feat. Lily Allen)             | P!nk, Greg Kurstin, Lily Allen                                                          | Greg Kurstin                          | 3:50  |
| 6.  | How Come You're Not Here                 | P!nk, Greg Kurstin                                                                      | Greg Kurstin                          | 3:12  |
| 7.  | Slut Like You                            | P!nk, Max Martin, Shellback                                                             | Max Martin, Shellback                 | 3:42  |
| 8.  | The Truth About Love                     | P!nk, Billy Mann, David Schuler                                                         | Billy Mann, David Schuler (co)        | 3:48  |
| 9.  | Beam Me Up                               | P!nk, Billy Mann                                                                        | Billy Mann                            | 4:27  |
| 10. | Walk Of Shame                            | P!nk, Greg Kurstin                                                                      | Greg Kurstin                          | 2:42  |
| 11. | Here Comes The Weekend (feat. Eminem)    | P!nk, Khalil Abdul Rahman, Pranam Injeti, Erick Alcock, Liz Rodrigues, Marshall Mathers | DJ Khalil, Chin Injeti                | 4:24  |
| 12. | Where Did The Beat Go?                   | P!nk, Billy Mann, Jon Keep, Steve Daly                                                  | Billy Mann, Tracklacers (co)          | 4:18  |
| 13. | The Great Escape                         | P!nk, Dan Wilson                                                                        | Dan Wilson                            | 4:24  |

| 14. | My Signature Move | P!nk, Butch Walker, Jake Sinclair | Butch Walker                   | 3:44 |
| 15. | Is This Thing On? | P!nk, Butch Walker, Jake Sinclair | Butch Walker                   | 4:21 |
| 16. | Run               | P!nk, Butch Walker, Jake Sinclair | Butch Walker                   | 4:11 |
| 17. | Good Old Days     | P!nk, Billy Mann, Schuler         | Billy Mann, David Schuler (co) | 4:02 |

| 18. | Chaos & Piss | P!nk, Eg White     | Eg White     | 3:59 |
| 19. | Timebomb     | P!nk, Greg Kurstin | Greg Kurstin | 3:34 |

| 18. | The King Is Dead But The Queen Is Alive | P!nk, Billy Mann, Butch Walker, Niklas Olovson, Robin Lynch | Billy Mann, Machopsycho, Butch Walker | 3:44 |

## Classements
| Classements (2012)           | Meilleure position |
| ---------------------------- | ------------------ |
| Allemagne                    | 1                  |
| Australie (ARIA)             | 1                  |
| Autriche                     | 1                  |
| Belgique ( Région flamande)  | 3                  |
| Belgique ( Wallonie)         | 4                  |
| Canada (Canadian Albums)     | 1                  |
| République tchèque           | 5                  |
| Danemark                     | 4                  |
| Espagne                      | 10                 |
| États-Unis (Billboard 200)   | 1                  |
| Finlande                     | 4                  |
| France (SNEP)                | 4                  |
| Hongrie                      | 3                  |
| Irlande (Irish Albums Chart) | 2                  |
| Italie                       | 4                  |
| Pays-Bas (GFK)               | 2                  |
| Norvège (VG-lista)           | 4                  |
| Pologne                      | 24                 |
| Portugal                     | 8                  |
| Royaume-Uni                  | 2                  |
| Suède                        | 1                  |
| Suisse                       | 1                  |
| Taïwan                       | 5                  |

### Certifications
| Pays             | Organisme | Certification | Vente     |
| ---------------- | --------- | ------------- | --------- |
| Afrique du Sud   |           | Platine       | 40 000    |
| Allemagne        | BVMI      | 2 × Platine   | 400 000   |
| Australie        | ARIA      | 8 × Platine   | 560 000   |
| Autriche         | IFPI      | Platine       | 20 000    |
| États-Unis       | RIAA      | 2 × Platine   | 2 000 000 |
| Finlande         | IFPI      | Or            | 15 084    |
| France           | SNEP      | Platine       | 160 000   |
| Hongrie          | (Mahasz)  | Or            | 3 000     |
| Irlande          | IRMA      | Platine       | 15 000    |
| Mexique          | Amprofon  | Or            | 30 000    |
| Nouvelle-Zélande | RIANZ     | 3 × Platine   | 45 000    |
| Pologne          | ZPAV      | Or            | 10 000    |
| Royaume-Uni      | BPI       | 2 × Platine   | 600 000   |
| Suède            | GLF       | Platine       | 40 000    |
| Suisse           | IFPI      | Platine       | 30 000    |
| Venezuela        | APVF      | Or            | 5 000     |